# Atari ST BOOK
Atari ST BOOK (ST BOOK) је био преносиви рачунар фирме Атари (Atari) који је почео да се производи у САД од 1990. године.
Користио је Motorola MC 68000 као микропроцесор. RAM меморија рачунара је имала капацитет од 1 или 4 MB (нема могућности проширења).
Као оперативни систем кориштен је TOS + GEM.

## Детаљни подаци
Детаљнији подаци о рачунару ST BOOK су дати у табели испод.
|                       |                                                      |
| [ 1 ]                 |                                                      |
| Произвођач            | Атари                                                |
| Тип                   | преносиви рачунар                                    |
| Меморија              | 1 или 4 (нема могућности проширења)                  |
| Поријекло             | Сједињене Америчке Државе                            |
| Година                | 1990                                                 |
| Тастатура             | тастатура са тастерима пуног помака                  |
| Процесор              |                                                      |
| Фреквенција процесора | 8                                                    |
| RAM                   | 1 или 4 (нема могућности проширења)                  |
| ROM                   | 256                                                  |
| Текст                 | 40 x 25 / 80 x 25                                    |
| Графика               | 640 x 400                                            |
| Боја                  | монохроматски LCD display                            |
| Звук                  | 3 канала, 8 октава                                   |
| Димензије             | 34,5 (висина) x 24,5 (ширина) x 27,5 (дубина) / 7,48 |
| Портови               |                                                      |
| Оперативни систем     |                                                      |